# Люси ван Пельт
Люсилль «Люси» ван Пельт (англ. Lucille «Lucy» van Pelt) — персонаж серии комиксов Peanuts, созданный Чарльзом Шульцем и впервые появившийся в комиксе 3 марта 1952 года. Люси, старшая сестра Лайнуса и Рирана, изображена в комиксе как раздражительная и циничная девочка, которая часто издевается над другими персонажами, в основном над Лайнусом и Чарли Брауном.  Возможно, Люси как и остальным персонажам 8 лет.

## Описание
Люси впервые появилась в комиксе 3 марта 1952 года, как маленькая девочка, которая постоянно мучила своих родителей. Но вскоре её персонаж развился, и она стала известна, будучи властной, раздражительной, манипулятивной и эгоистичной девочкой. Люси также характеризуется, как она считает, красивой и идеальной (хотя однажды призналась, что жаловаться, это единственное что она умеет делать).
Люси носит синее платье с чёрно-белыми кроссовками, однако, в поздние годы выхода комикса она всё чаще появлялась в футболке и джинсах, а в итоге вообще перестала появляться одетой в платье.
Вероятно, самой известной шуткой, связанной с Люси, за всё время комикса является та, в которой она убирает мяч для американского футбола прямо в тот момент, когда бегущий Чарли Браун хочет его ударить. Впервые она сделала это в комиксе за 16 ноября 1952 года, и после этого каждый год осенью выходил комикс, в котором Люси каким-то образом вновь удавалось провернуть тот же розыгрыш с Чарли Брауном.
Также, Люси любит Шродера, поэтому часто лежит на его игрушечном красном пианино, но Шродер не обращает на неё никакого внимания. В серии Play it again, Charlie Brown, Люси даже поцеловала Шродера в нос, на что он закричал "Меня поцеловала девочка! Несите йод, несите воды!".
Люси умеет кататься на коньках и на скейтборде. Умеет делать "Тройной Аксель" на коньках.
В то время, как она часто хулиганит, и смеётся над такими персонажами как Чарли Браун, он до сих пор думает, что Люси хороший друг в глубине души, у Люси действительно есть любовь к нему, как она сказала "Чарли Браун полон сюрпризов".

### Психиатрический стенд
У Люси также есть психиатрический стенд, пародирущий стенд с лимонадом, который есть у многих детей в США. Вот, она притворяется психиатром, и высказывает своё мнение о проблеме за пять центов для других персонажей, в частности Чарли Брауну; этот совет, как правило, абсолютно бесполезный и бессмысленный.
На передней части стенда знак, на котором написано "Доктор на месте" или "Доктора нет на месте".

### Бейсбол
В бейсбольной команде Чарли Брауна, Люси играет на правом поле (или иногда в центре поля), и характеризуется как плохой игрок, которого частенько временно выгоняют из команды. Люси умеет придумывать бессмысленные оправдания когда она не поймала мяч, такие как "Спутники Сатурна попали в мои глаза" или "я думаю, что там были токсичные вещества на моей перчатке, и из-за них у меня закружилась голова". Как-то раз, Чарли Браун ругал её за то, что она позволяет шарам летать мимо её, говоря ей, что он больше не вынесет никаких отговорок; Люси аккуратно поймала мяч, и молча бросила обратно к нему, после чего Чарли Браун признался, что с нетерпением ждал её следующего оправдания.
В комиксе, который позже в 2003 году стал ТВ спецвыпуском "Lucy Must Be Traded, Charlie Brown", Чарли Браун торгуется Люси для бейсбольной команды Пепперминт Пэтти и Марси, но когда Пэтти узнаёт, что Люси и вправду ужасный игрок, она отдала её обратно. Даже на алмазе, Люси флиртует со Шродером, который играет ловцом в команде Чарли Брауна.

## В популярной культуре
- В серии Brian’s Got a Brand New Bag мультсериала Гриффины,Люси не даёт Чарли Брауну ударить по мячу после чего приходит Питер и Жестоко избивает ногой